# 褚淡之
褚淡之（ちょ たんし、380年 - 424年）は、東晋から南朝宋にかけての官僚。字は仲源。小字は仏。本貫は河南郡陽翟県。

## 経歴
褚爽（褚裒の子の褚歆の子）の子として生まれた。劉裕の下で車騎従事中郎・尚書吏部郎・廷尉卿・左衛将軍をつとめた。永初元年（420年）、劉裕が帝位につくと、淡之は侍中となった。東晋の恭帝は退位して、秣陵宮に住んだが、毒殺を警戒して自ら床前で食事を煮炊きしていた。劉裕は恭帝を殺害するため、淡之兄弟を秣陵宮に送って褚后と別室で面会させ、そのあいだに兵を入れて恭帝を殺害した。淡之は会稽郡太守に任じられた。
景平元年（423年）、富陽県の孫氏が一門を集めて反乱を計画し、その支党は永興県にも影響を及ぼしていた。永興県令の羊恂がその計画を察知して、淡之に報告した。しかし淡之は信じず、誣告の罪で羊恂を県庁に軟禁した。はたして孫法亮が冠軍大将軍を号して反乱を起こし、孫道慶らとともに富陽県を攻め落とし、富陽県令の顧粲をそのまま県令として用いて、輔国将軍の号を加えた。建威将軍を称する孫道仲や孫公喜・法殺が永興県に攻め込んだ。永興県の民の灟恭期ははじめ反乱軍と同調しており、後に羊恂について戦ったが、少勢のため敗れた。反乱軍は永興県を占領して県人の許祖を永興県令として立てた。羊恂は江唐山中に逃れて潜伏したが、まもなく反乱軍に捕らえられて県の事務を代行することとなった。反乱軍は鄮県県令の司馬文寅を征西大将軍とし、孫道仲を征西長史とし、孫道覆を左司馬とし、孫公喜・法殺らとともに山陰県を攻撃した。
淡之は自ら仮の陵江将軍を号した。山陰県令の陸邵に司馬を兼ねさせ、振武将軍の号を加えた。前の員外散騎常侍の王茂之を長史とし、前の国子博士の孔欣や前の員外散騎常侍の謝芩之をともに参軍事とし、行参軍70人あまりを召した。前の鎮西諮議参軍の孔甯子と左光禄大夫の孔靖の子の孔山士を起用して将軍とした。隊主の陳願と郡議曹掾の虞道納の2軍を浦陽江に派遣した。陳願らは反乱軍と戦って敗れ、反乱軍は山陰県城まで20里あまりのところまで迫った。淡之は陸邵に石綝・陸允らを連れて水軍を率いさせ反乱軍の進軍を阻止し、別に行参軍の灟恭期に歩兵を率いさせて陸邵と連係させた。淡之は部下を率いて近郊まで出陣した。灟恭期らは柯亭で反乱軍と戦い、これを撃破した。このため反乱軍は永興県に退却した。反乱軍は寧朔将軍を称する孫倫が500人を率いて銭唐県を攻撃したが、敗れて富陽県に退却した。孫倫は官軍に寝返って、反乱軍の法歩帥ら十数人を殺して、首級を建康に送った。少帝が殿中員外将軍の徐卓に1000人を与えて進発させ、彭城王劉義康が龍驤将軍の丘顕に500人を与えて東進させ、司空の徐羨之が揚州主簿の沈嗣之を富陽県令に任じて500人を与えて呉興道を東に向かわせたが、反乱はまだ平定することができなかった。呉郡太守の江夷が兵を発して富陽県を占領すると、反乱軍は解体されて、反乱に加担した者たちは彭城・寿陽・青州の各所に分置された。景平2年（424年）、淡之は死去した。享年は45。諡は質といった。

## 伝記資料
- 『宋書』巻52 列伝第12
- 『南史』巻28 列伝第18